# Parafia św. Jerzego w Sawicach-Wsi
Parafia pw. Świętego Jerzego w Sawicach-Wsi – parafia rzymskokatolicka, należąca do dekanatu Drohiczyn, diecezji drohiczyńskiej, metropolii białostockiej.

## Obszar parafii

### Miejscowości i ulice
W granicach parafii znajdują się miejscowości:
- Ostrowiec-Kolonia,
- Sawice-Bronisze,
- Sawice-Dwór
- Sawice-Wieś